# Marcel Dussault
Marcel Dussault (La Châtre, 14 de mayo de 1926 - ibidem, 19 de septiembre de 2014) fue un ciclista francés, que fue profesional entre 1948 y 1959. Durante estos años consiguió 21 victorias.

## Palmarés
- 1948
  - 1º en la París-Bourges
  - 1º en el Gran Premio de los Industriales del ciclismo de la Plaine de Forez a Boën-sur Lignon
- 1949
  - 1º en la París-Bourges
  - 1º en el Gran Premio de l'Equipe (contrarreloj por equipos)
  - 1º en el Circuito de los 2 Puentes a Montluçon
  - 1º en el Circuito de Boussaquin
  - 1º en el Gran Premio de Nantes
  - 1º en el Premio de Gozet
  - Vencedor de una etapa en el Tour de Francia
  - Vencedor de 2 etapas en el Tour del Oeste
- 1950
  - 1º en el Gran Premio de Aubusson
  - 1º en el Gran Premio de Libre Poitou
  - Vencedor de una etapa en el Tour de Francia
- 1951
  - 1º en el Circuito Boussaquin
- 1953
  - 1º en el Premio de Auzances
  - Vencedor de una etapa en el Tour del Sudeste
- 1954
  - 1º en el Premio Camille Danguillaume a Montlhéry
  - Vencedor de una etapa en el Tour de Francia
- 1955
  - 1º en el del Critèrium de Rabastens
- 1958
  - Vencedor de una etapa en el Tour del Oise

### Resultados en el Tour de Francia
- 1949. Abandona (a etapa). Vencedor de una etapa y portador del maillot amarillo durante 1 etapa
- 1950. 31.º de la clasificación general y vencedor de una etapa
- 1952. Abandona (a etapa)
- 1954. 62.º de la clasificación general y vencedor de una etapa